# Ie Jeureuneh
Ie Jeureuneh is een bestuurslaag in het regentschap Aceh Selatan van de provincie Atjeh, Indonesië. Ie Jeureuneh telt 788 inwoners (volkstelling 2010).